# Безхребетні
|  |  |
|  |  |

Безхребетні (Invertebrata) — сукупна назва тварин, які не мають хребта та мешкають, як на суші, так і у воді.  

## Історія
Введений Ж. Б. Ламарком на початку XIX ст.. поділ царства тварин на безхребетних і хребетних не має систематичного значення (оскільки роз'єднує єдиний тип хордових, не всі представники якого мають хребет), проте широко використовується.
Точний час виникнення безхребетних не встановлено, хоча відомо, що найпростіші існували ще в докембрії (1,5 — 2 млрд років тому, а можливо і раніше). Від одноклітинних (найпростіших), мабуть, близько 1 млрд років тому пішли багатоклітинні. Припускають, що проміжною ланкою між ними були колоніальні найпростіші. У кембрії вже існували представники багатьох типів безхребетних. Важливим моментом в еволюції безхребетних був перехід від радіальної (кишковопорожнинні) до двосторонньої (білатеральної) симетрії, яка характерна для більш високоорганізованих безхребетних. Вищі безхребетні володіють вторинною порожниною тіла (целомом): саме целомічні безхребетні дали початок, як вважають, першим хордовим тваринам. Завдяки винятковій численності і різноманітності форм, безхребетні освоїли всі біотопи Землі і відіграють найважливішу роль в круговороті речовини і енергії в біосфері.

## Класифікація
Об'єм і таксономічний ранг багатьох груп безхребетних остаточно не встановлені (наприклад, розрізняють від 1 до 5—7 типів простих (дискусійна система) черв'яків і т. д.). Зазвичай розрізняють 16—23 типи безхребетних, іноді більше. До безхребетних відносять типи найпростіших, губок, кишковопорожнинних, голкошкірих, молюсків, кілька типів нижчих черв'яків (сколецид), кільчастих черв'яків, членистоногих і ряд інших, всього до 1—2 млн видів тварин, тоді як тип хордових, до якого входить підтип хребетних, налічує всього бл. 45 тис. видів. Вважають, що число видів безхребетних може бути значно більшим. Найчисленніші серед безхребетних членистоногі, основну масу видів яких складають комахи.

## Сучасні дослідження
Незважаючи на те, що вчені, можливо, вже досить ретельно дослідили морську фауну Світового океану, в незвіданому царстві прибережних вод Антарктиди залишається безліч невідкритих представників тваринного світу, в тому числі й безхребетних. Так, в ході експедицій дослідників, які проводилися методом тралення в період з 2008 по 2017 рік біля берегів Антарктиди, було виявлено вісім унікальних видів, у тому числі чотири, які ніколи раніше не зустрічалися. Наприклад, одна з нових знайдених підводних безхребетних істот мала досить великий розмір, “потойбічний вигляд” та 20 кінцівок. Істота отримала назву “антарктичної зірки з полуничного пір’я” або Promachocrinus fragarius. Подальше всебічне дослідження фауни Морської Антарктики буде необхідним для отримання хоча б базового розуміння основ життя в антарктичних водах.